# Chevrolet 1533X2 30cwt
Chevrolet 1533X2 30cwt – ciężarówka terenowa konstrukcji kanadyjskiej z okresu II wojny światowej.

## Historia
Po kilku nieudanych testach LRDG ostatecznie zaaprobowało tę ciężarówkę jako podstawowy środek transportu dla swoich jednostek. Pojazd ten posiadał napęd na jedną oś. Mógł przewozić ładunek o masie do 1,5 t. 

## Dane techniczne
- silnik: 235 CI Chevy 6-cylindrowy, rzędowy, pojemność skokowa: 235 cali sześciennych (ok. 3,9 l)
- biegi: 4 przód × 1 tył
- zbiornik paliwa: pojedynczy zbiornik 20 galonów (ok. 91 l)
- zużycie paliwa: ok. 23,6 l/100 km
- rozstaw osi: 134 cali (ok. 340,4 cm)
- rozmiar opon: 10,50 × 16
- maksymalny zasięg na pełnym baku: ok. 390 km